# Dorian-Peter Kasparek
Dorian-Peter Kasparek (* 9. November 2006 in Wien) ist ein österreichischer Fußballspieler.

## Karriere
Kasparek begann seine Karriere beim SK Rapid Wien. Bei den Wienern durchlief er ab der Saison 2020/21 auch sämtliche Altersstufen in der Akademie. Nach der Saison 2022/23 verließ er Rapid. Nach einem halben Jahr ohne Verein wechselte er im Februar 2024 in das NWZ des SKN St. Pölten. Im Juni 2024 gab er sein Debüt für die Amateure des SKN in der Landesliga. Zur Saison 2024/25 rückte er fest in den Kader der Amateure, für die er in jener Saison in allen 30 Partien zum Einsatz kam und dabei 14 Tore erzielte.
Im Juni 2025 erhielt er einen Profivertrag bei St. Pölten und rückte zur Saison 2025/26 in den Kader des Zweitligisten. Sein Debüt in der 2. Liga gab er im August 2025, als er am ersten Spieltag jener Saison gegen die Young Violets Austria Wien in der 73. Minute für Christoph Messerer eingewechselt wurde.